# Estrias glaciais

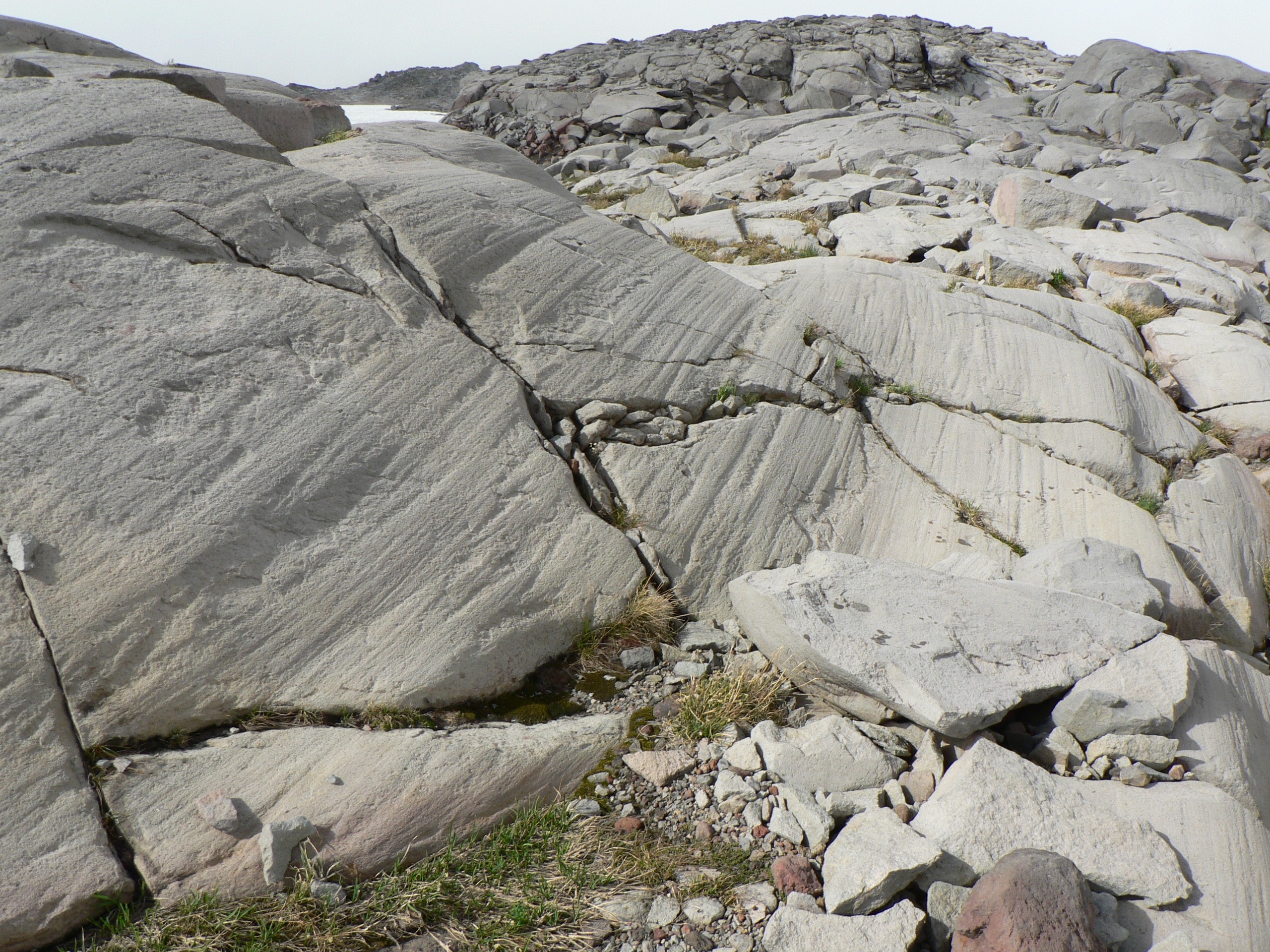
Estriagens glaciais no Parque Nacional do Monte Rainier.

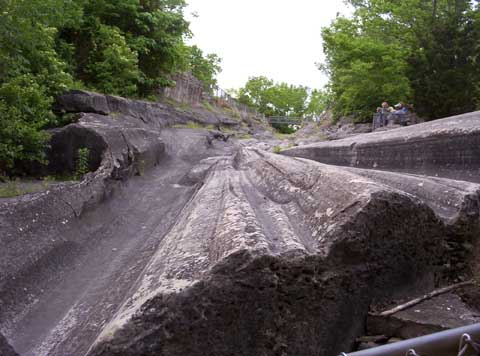
Sucos glaciais decorrentes da glaciação Wisconsin na Ilha Kelleys, Ohio.

As estriagens glaciais ou sulcos glaciais são riscos ou ranhuras cortadas em leito rochoso pelo processo de abrasão glacial. Estriagens glaciais usualmente ocorrem como retas múltiplas, sulcos paralelos representando o movimento da base carregada de sedimento da geleira. Grandes quantidades de cascalho áspero e pedregulhos carregados juntos debaixo da geleira proveem a força abrasiva para lapidar as ranhuras e sedimentos mais finos também na base da geleira que se move adiante e esfrega e pole o leito rochoso.
A maioria das estriagens glaciais foram expostas pelo recuo de geleiras desde o Último máximo glacial ou a mais recente Pequena Idade do Gelo. Tão bem quanto indicar a direção do fluxo do gelo glacial, a profundidade e a extensão das condições climáticas das ranhuras pode ser usado para calcular a duração da exposição pós-geleira da rocha.
Um exemplo extremo de estriagens glaciais pode ser encontrado nos Sulcos Glaciais na Ilha Kelleys, Ohio (um Ponto de Referência Natural Nacional), a mais impressionante das quais tem 120 m (400 ft) de comprimento, 11 m (35 ft) de largura e até 3,0 m (19 ft) de profundidade. Estes sulcos cortam o Calcário Columbus.
Como a abrasão glacial é causada pelo movimento de partículas rochosas sobre o leito rochoso ela está intimamente relacionada ao deslizamento basal, e a taxa de deslizamento  em geleiras de base quente (temperadas) , onde o gelo está presente no ponto de fusão por pressão, ocorre o deslizamento basal e um alto fluxo de detritos é arrastado pela superfície do leito rochoso. Em contraste, geleiras de base fria são congeladas em seus leitos, de modo que as taxas de deslizamento são muito baixas e a capacidade de abrasão do leito é limitado.